# Bummer Road
Bummer Road — сборник американского блюзового музыканта Сонни Бой Уильямсона II, выпущенный в октябре 1969 года на лейбле Chess. Издан в серии «Chess Vintage Series». Составлен, отредактирован и спродюсирован Т. Т. Суоном.

## Об альбоме
| Оценки критиков | Оценки критиков |
| Источник        | Оценка          |
| --------------- | --------------- |
| Allmusic        | [ 2 ]           |

Сборник Bummer Road был посвящен певцу и исполнителю на губной гармонике Райсу Миллеру, более известному как Сонни Бой Уильямсон II, одному из музыкантов студии Chess. Альбом был издан  в октябре 1969 года посмертно (музыкант умер в 1965 г.) в новосозданной серии «Chess Vintage Series» как Chess LP 1536, став вторым выпуском, которая была посвящена малоизвестному или неизданному материалу известных музыкантов лейбла.
Сборник был составлен и спродюсирован Т. Т. Суоном и включает 10 песен, записанных в период в 1957—1960 гг., 8 из которых ранее не издавались и здесь выпущены впервые (лишь «Temperature 110» и «Lonesome Cabin» были выпущены в 1960 г. синглом на сублейбле Checker). Песня «Little Village» длится более 11 минут и имеет пометку как неприемлемая для радиоэфира. На записях помимо Уильямсона играют Роберт Локвуд, мл., Эдди Кинг или Лютер Такер на гитаре, Вилли Диксон на контрабасе, Лафайет Лик или Отис Спэнн на фортепиано, Фред Билоу на барабанах. Среди песен выделяются «Temperature 110», «Santa Claus Blues» (одна из любимых песен среди слушателей из репертуара испонителя), а также «Open Road» и «This Old Life».
В 1991 году сборник переиздан Chess на CD в серии The Original Chess Masters и дополнен ранее неизданным треком «Your Funeral and My Trial» [альтернативный дубль].

## Список композиций
| №  | Название             | Автор(ы)    | Длительность |
| -- | -------------------- | ----------- | ------------ |
| 1. | «She Got Next to Me» | Райс Миллер | 2:30         |
| 2. | «Santa Claus»        | Райс Миллер | 2:42         |
| 3. | «Little Village»     | Райс Миллер | 11:50        |

| №  | Название                              | Автор(ы)    | Длительность |
| -- | ------------------------------------- | ----------- | ------------ |
| 2. | «Lonesome Cabin»                      | Райс Миллер | 3:00         |
| 3. | «I Can't Do Without You»              | Райс Миллер | 2:45         |
| 4. | «Temperature 110»                     | Райс Миллер | 2:14         |
| 5. | «Unseen Eye»                          | Райс Миллер | 3:00         |
| 6. | «Keep Your Hands Out of My Pocket[s]» | Райс Миллер | 2:45         |
| 7. | «Open Road»                           | Райс Миллер | 2:52         |
| 8. | «This Old Life»                       | Райс Миллер | 2:34         |

| №  | Название                                           | Автор(ы)    | Длительность |
| -- | -------------------------------------------------- | ----------- | ------------ |
| 1. | «Your Funeral and My Trial» (альтернативный дубль) | Райс Миллер | 3:00         |

## Участники записи
- Сонни Бой Уильямсон II — губная гармоника и вокал
- Эдди Кинг Милтон (5, 7), Лютер Такер, Роберт Локвуд, мл. (оба — 1—4, 5, 6, 8—11) — гитара
- Лафайет Лик (1, 4, 9, 11), Отис Спэнн (2, 3, 5—8, 10) — фортепиано
- Вилли Диксон — контрабас (1—4, 5, 6, 8—10)
- Фред Билоу — ударные
- Т. Т. Суон — составитель, редактор, продюсер
- Леонард Чесс, Фил Чесс — продюсеры
- Малькольм Чисхольм — звукоинженер
- Маршалл Чесс — руководитель выпуска альбома
- Кэти Суон — обложка [дизайн альбома]
- Michael Reid Design — выпуск, типография
- Пит Уэлдинг — текст